# Crotalaria oligostachya
Crotalaria oligostachya är en ärtväxtart som beskrevs av John Gilbert Baker. Crotalaria oligostachya ingår i släktet sunnhampor, och familjen ärtväxter. Inga underarter finns listade i Catalogue of Life.